# Dicranolejeunea axillaris
Dicranolejeunea axillaris là một loài Rêu trong họ Lejeuneaceae. Loài này được (Nees & Mont.) Schiffner mô tả khoa học đầu tiên năm 1896.